# Ioana de Spania
Ioana de Spania (în spaniolă Juana, în germană Johanna von Spanien, n. 24 iunie 1535, Madrid, Madrid⁠(d), Spania – d. 7 septembrie 1573, Mănăstirea El Escorial, San Lorenzo de El Escorial, Spania), aparținând Casei de Habsburg, a fost infanta Spaniei, arhiducesă de Austria și prințesă a Portugaliei prin căsătoria cu prințul moștenitor João Manuel al Portugaliei. Ioana a fost regenta Spaniei de două ori în perioada 1554 – 1559 în timp ce fratele ei, regele Filip al II-lea al Spaniei, se afla în Anglia datorită căsătoriei sale cu Maria Tudor.

## Biografie
Născută la Madrid, Ioana de Spania a fost fiica împăratului Carol Quintul (primul rege al Spaniei unificate, oficial rege al Aragonului și al Castiliei) și a soției sale, Isabela de Portugalia, fiica regelui Manuel I al Portugaliei.
Ca atare, Ioana era arhiducesă a Austriei, infantă de Castilia și Aragon, prințesă de Burgundia și de Flandra, fiica unui împărat roman.
S-a căsătorit cu vărul ei primar, infantele João Manuel al Portugaliei, care era moștenitorul tronului portughez, singurul supraviețuitor pe linie masculină al mătușii sale paterne Caterina de Habsburg și al unchiului ei matern, regele Ioan al III-lea al Portugaliei. Singurul lor copil, Sebastian al Portugaliei, s-a născut în 1554 când mama sa avea 19 ani și la două săptămâni după ce tatăl său în vârstă de 17 ani a murit de diabet.
La scurt timp după nașterea lui Sebastian, Ioana a fost chemată la Madrid de fratele ei, regele Filip al II-lea al Spaniei, pentru a conduce țara în timp ce el se afla în Anglia pentru a se căsători cu regina Maria I a Angliei. Fiind inteligentă și eficientă, Ioana a jucat admirabil acest rol.
Ea nu s-a recăsătorit și nu a revenit în Portugalia pentru a-l revedea pe fiul ei, Sebastian, deși îi întreținea corespondență cu el și păstra portretele lui pictate la diferite vârste. A fost singura membră a Ordinului iezuit.

## Arbore genealogic
| Ioana a Spaniei | Tată: Carol al V-lea, Împărat al Sfântului Imperiu Roman | Bunic patern: Filip I de Castilia     | Străbunic patern: Maximilian I, Împărat al Sfântului Imperiu Roman |
| Ioana a Spaniei | Tată: Carol al V-lea, Împărat al Sfântului Imperiu Roman | Bunic patern: Filip I de Castilia     | Străbunică paternă: Maria de Burgundia                             |
| Ioana a Spaniei | Tată: Carol al V-lea, Împărat al Sfântului Imperiu Roman | Bunică paternă: Ioana de Castilia     | Străbunic patern: Ferdinand al II-lea de Aragon                    |
| Ioana a Spaniei | Tată: Carol al V-lea, Împărat al Sfântului Imperiu Roman | Bunică paternă: Ioana de Castilia     | Străbunică paternă: Isabella de Castilia                           |
| Ioana a Spaniei | Mamă: Isabella a Portugaliei                             | Bunic matern: Manuel I al Portugaliei | Străbunic matern: Infantele Fernando, Duce de Viseu                |
| Ioana a Spaniei | Mamă: Isabella a Portugaliei                             | Bunic matern: Manuel I al Portugaliei | Străbunică maternă: Beatris a Portugaliei                          |
| Ioana a Spaniei | Mamă: Isabella a Portugaliei                             | Bunică maternă: Maria de Aragon       | Străbunic matern: Ferdinand al II-lea de Aragon                    |
| Ioana a Spaniei | Mamă: Isabella a Portugaliei                             | Bunică maternă: Maria de Aragon       | Străbunică maternă: Isabella de Castilia                           |